# Bratronice, Kladno
Bratronice là một làng thuộc huyện Kladno, vùng Středočeský, Cộng hòa Séc.